# 吉村寿人
吉村 寿人（よしむら ひさと、1907年2月9日 - 1990年11月29日）は、日本の医学者、生理学者。ヒトの環境適応に関する研究と蛋白栄養に関する研究をした。日本生気象学会会長、日本栄養食糧学会会長等歴任。

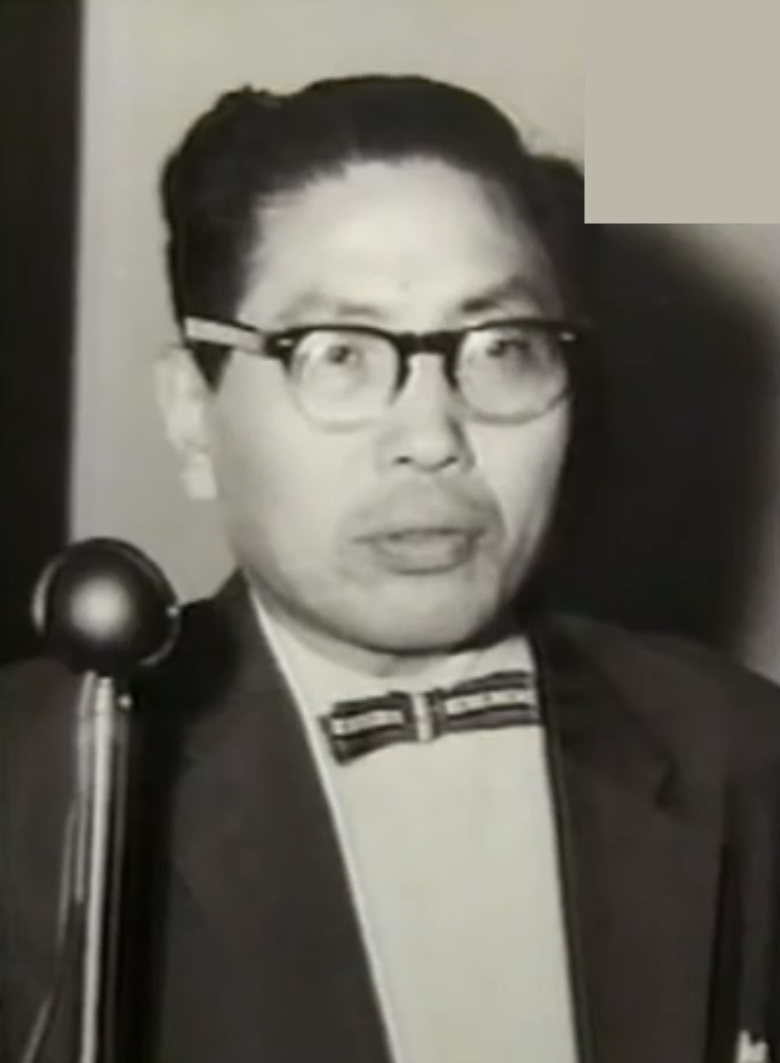

京都大学の正路倫之助（兵庫県立医科大学、後の神戸医科大学初代学長）の元で学生時代を送り、卒業後引き続き助手、講師を務める。その後、正路に命じられて満洲の731部隊に赴任し、凍傷を防ぐための研究に従事した（昭和13年から）（吉村を含め京都大学から8名の若手教官が派遣された）。軍での身分は陸軍技師。
戦後京都大学に戻った後、正路倫之助が学長になった兵庫県立医科大学（現在の神戸大学医学部）に移動して研究を続け、その後京都府立医科大学の教授となり、同大学の学長を務めた。
国際生物学事業でヒトの適応能の研究に参画した。

## 満洲時代

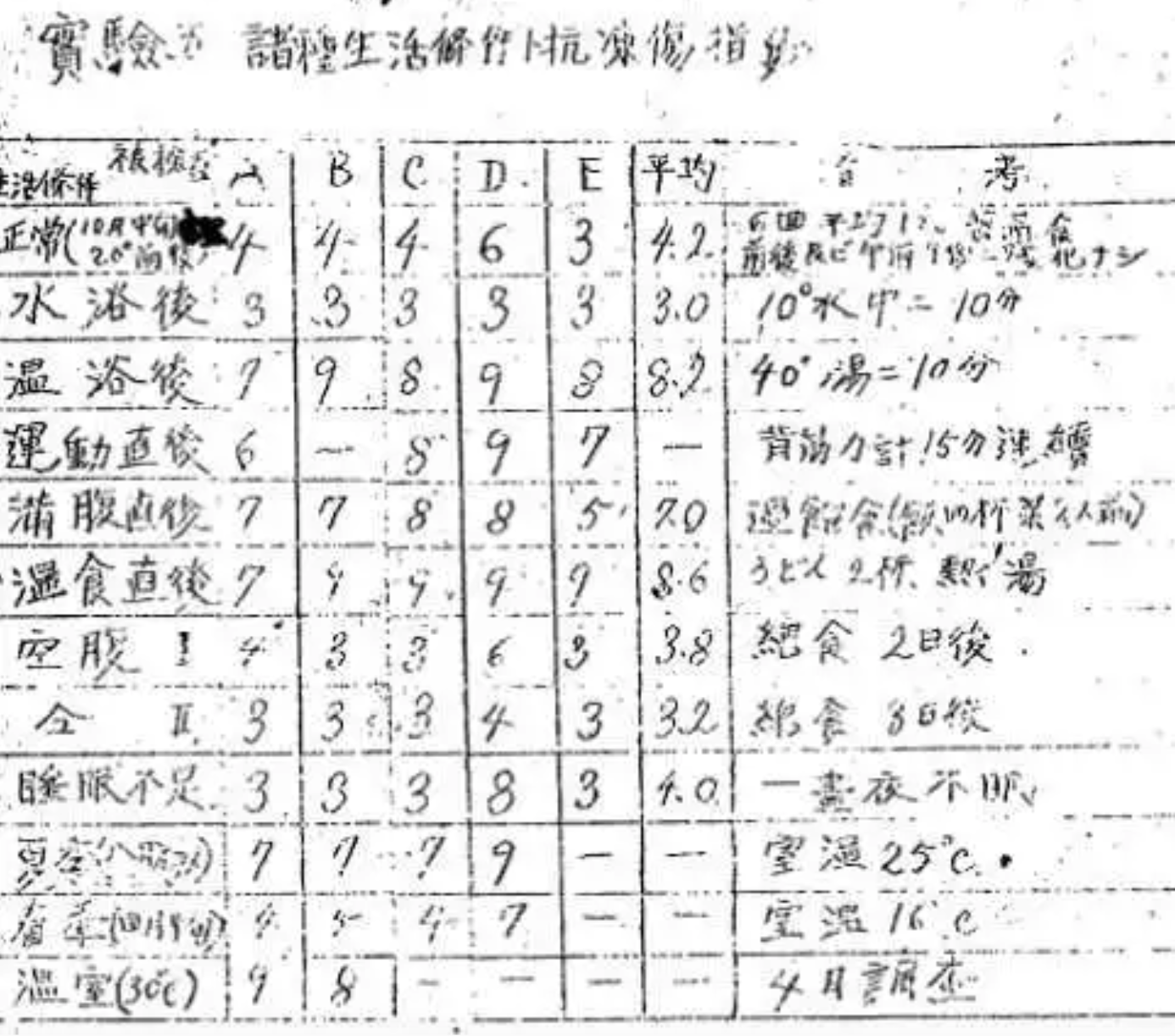
吉村の残した凍傷実験の記録（一部抜粋）

昭和13年に赴任した満洲では、民族による耐寒性の違いを調べるため、塩水に手を入れさせ水温を零下20度まで下げるなどして、異なる民族の人の手足に凍傷を発生させる実験を行ったと思われる。吉村班の行った実験について、指の肉が削げ落ちるほどの凄惨な実験が行われた、などとする証言があるが、吉村は否定した。吉村は、自分個人が行った凍傷実験は相手の「協力」に基くもので、凍傷に至らない零度での実験だった、などと説明した。また、一連の研究は軍属としての任務とは別に自主的な仕事として「部隊長の許し」を得て行ったという。
この際赤ん坊を実験に使ったのではないかということが日本学術会議で1974年に問題となった。吉村によれば、それを行ったのは吉村の共同研究者だった。
吉村は後に一連の研究を「局所耐寒性（寒冷適応）の比較民族学的研究」と位置付けている。吉村が凍傷実験の過程で開発したポイントテストと呼ばれる血管反応測定法は、以後広く応用された。
吉村は731部隊が細菌戦の研究をしていたことを認めたが、吉村個人は専門外のため細菌戦研究に従事しなかったと述べた。

## 日本学術会議での活動
日本学術会議は1955年南極特別委員会医学部門委員会委員として吉村らを選出した。吉村らが満州時代に道義的問題のある行為をしていたとの批判を受け、1973年に日本学術会議は63回総会、七部の「医学者の道義問題小委員会」で報告した。これを不十分な報告であるとする抗議者らにより、審議が妨害された。

## 評価
弟子の森本武利によれば、吉村は「栄養生理学および環境適応に関する日本の生理学を、世界のトップレベルにまで」発展させた。
1978年には、「環境適応学」の先駆的業績を果たした功績に勲三等旭日中綬章が授与された。

## 年譜
- 1907年（明治40年）兵庫県加東郡滝野町（現・加東市）生まれ[1][2]
- 旧制兵庫県立小野中学校、旧制大阪高等学校卒業
- 1930年（昭和5年）京都帝国大学医学部卒業
- 1936年（昭和11年）京都帝国大学講師、同年4月　京都帝国大学　医学博士　論文の題は「硝子電極法による血液水素イオン濃度の研究(英文)」[19]。
- 1938年（昭和13年）731部隊第一部凍傷研究班長
- 1945年（昭和20年）帰国
- 1955年（昭和30年）日本学術会議南極特別委員会医学部門委員会委員[6][3]
- 1962年（昭和37年）日本生気象学会会長（初代）[5]
- 1967年（昭和42年）京都府立医科大学学長[20]
- 1972年（昭和47年）兵庫医科大学教授
- 1978年（昭和53年）勲三等旭日中綬章受章
- 1980年（昭和55年）神戸女子大学教授

## 著書
- pHの理論と測定法（松下寛・森本武利との共著、丸善、1968年）
- 人体生理学提要（光生館、1981年）
- 喜寿回顧（1984年）